# 安平街道 (安顺市)
安平街道，是中华人民共和国贵州省安顺市平坝区下辖的一个街道办事处。
2013年2月22日，贵州省人民政府批复同意在黎阳高新技术工业区设立安平街道办事处。辖原城关镇塔南社区、文明社区、城南村、尧南村、大硐村、八角村、头铺村、五里村、谢华村、陶关村、马田村及黎阳第一、第二社区和原白云镇新场村、大寨村、金梯村。

## 行政区划
安平街道下辖以下地区：
文明社区、塔南社区、城南村、尧南村、谢华村、五里村、头铺村、陶关村、马田村、八角村、大洞村、贵州黎阳机械厂社区工作部、大寨村、新场村和金梯村。